# Chris Corner
Christopher Anthony Corner (nacido el 23 de enero de 1974 en Middlesbrough, Inglaterra), o también conocido simplemente como Chris Corner, es un músico y compositor británico. Fue miembro fundador de la banda Sneaker Pimps y ahora continúa su carrera musical con IAMX, su proyecto en solitario.
Actualmente reside en Los Ángeles, California desde 2015, donde ha instalado su nuevo estudio de IAMX. Chris compuso y produjo la banda sonora de la película Les Chevaliers du Ciel en 2005.

## Sneaker Pimps
La banda se fundó por Chris Corner y Liam Howe, y luego integraron a Kelly Dayton como vocalista. Luego del éxito del Becoming X, la banda decidió que la voz de Corner era más adecuada para las canciones en las que estaban trabajando. Chris Corner ha grabado seis álbumes en solitario desde 2004.

## IAMX
IAMX es el proyecto musical en solitario de Chris Corner. Las letras están principalmente inspiradas en temas como el sexo, la muerte, las emociones, la intoxicación por estupefacientes, la decadencia, la religión, la alienación y alusiones a la política.

## Discografía IAMX

### Álbumes
- Echo Echo (2020)
- Alive In New Light (2018)
- Unfall (2017)
- Everything is Burning (Metanoia Addendum) (2016)
- Metanoia (2015)
- The Unified Field (2013)
- Volatile Times (2011)
- Kingdom of Welcome Addiction (2009)
- The Alternative  (2006)
- Kiss + Swallow (2004)

### EP y álbumes en vivo
- Your Joy Is My Low
- Your Joy Is My Low Remixes
- President
- Live in Warsaw
- Think of England
- My Secret Friend
- Dogmatic Iinfidel Comedown Ok